# Druga liga SR Јugoslavije u fudbalu (1992/1993)
Sezon 1992/93 Drugiej ligi SR Јugoslavije – 1. edycja rozgrywek jugosłowiańskiej Drugiej ligi (srb. Дpугa caвeзнa лига – Druga savezna liga) w piłce nożnej po rozpadzie Socjalistycznej Federacyjnej Republiki Jugosławii (8 września 1991 r. niepodległość ogłosiła Macedonia, a 5 kwietnia 1992 r. niepodległość ogłosiła Bośnia i Hercegowina, dlatego 27 kwietnia 1992 r. formalnie powstało państwo związkowe Federalna Republika Jugosławii (srb. Савезна Република Југославија – Savezna Republika Jugoslavija), obejmujące tylko Serbię (razem z Kosowem i z Wojwodiną) i Czarnogórę, w związku z tym przed startem sezonu wszystkie macedońskie i bośniackie zespoły wystąpiły z ligi jugosłowiańskiej, a w rozgrywkach pozostały już tylko drużyny serbskie i czarnogórskie).
Rozgrywki toczyły się w jednej grupie i występowało w nich 20 drużyn. Po zakończeniu sezonu mistrz oraz wicemistrz awansowali bezpośrednio do Prvej ligi SR Јugoslavije, a drużyny z 3. i 4. miejsca w tabeli zagrają w barażu o awans z 17. i 18. drużyną Prvej ligi. Trzy ostatnie drużyny spadły do Srpskiej ligi, a drużyny z miejsc od 14. do 17. w tabeli zagrają w barażu o pozostanie w Drugiej lidze z wicemistrzami trzech grup Srpskiej ligi oraz z wicemistrzem Crnogorskiej ligi.

## Druga liga SR Јugoslavije

### Drużyny
W Drugiej lidze w sezonie 1992/93 występowało 20 drużyn.
| Drużyna                                                             | Miasto         | Sezon 1991/92                           | Uwagi |
| Drużyny, które występowały w Drugiej lidze SFR Јugoslavije 1991/92: |                |                                         |       |
| FK Sloboda Užice                                                    | Užice          | 8. miejsce                              |       |
| FK Radnički Kragujevac                                              | Kragujevac     | 9. miejsce                              |       |
| FK Mačva Šabac                                                      | Šabac          | 10. miejsce                             |       |
| FK Borac Čačak                                                      | Čačak          | 11. miejsce                             |       |
| FK Vrbas                                                            | Vrbas          | 13. miejsce                             |       |
| FK Jedinstvo Bijelo Polje                                           | Bijelo Polje   | 14. miejsce                             |       |
| FK Bor                                                              | Bor            | 15. miejsce                             |       |
| Drużyny, które awansowały z Trećej ligi SFR Јugoslavije 1991/92:    |                |                                         |       |
| FK Jastrebac Niš                                                    | Nisz           | 1. miejsce Međurepublička liga – Istok  |       |
| FK Rudar Pljevlja                                                   | Pljevlja       | 1. miejsce Međurepublička liga – Jug    |       |
| RFK Novi Sad                                                        | Nowy Sad       | 1. miejsce Međurepublička liga – Sjever |       |
| FK Dinamo Pančevo                                                   | Pančevo        | 2. miejsce Međurepublička liga – Sjever |       |
| FK Mladost Lučani                                                   | Lučani         | 2. miejsce Međurepublička liga – Jug    |       |
| FK Agrounija Inđija                                                 | Inđija         | 3. miejsce Međurepublička liga – Sjever |       |
| FK Dubočica Leskovac                                                | Leskovac       | 3. miejsce Međurepublička liga – Istok  |       |
| FK Novi Pazar                                                       | Novi Pazar     | 3. miejsce Međurepublička liga – Jug    |       |
| FK Obilić Belgrad                                                   | Belgrad-Vračar | 4. miejsce Međurepublička liga – Sjever |       |
| FK Radnički Pirot                                                   | Pirot          | 4. miejsce Međurepublička liga – Istok  |       |
| FK Zastava Kragujevac                                               | Kragujevac     | 4. miejsce Međurepublička liga – Jug    |       |
| FK Sloga Kraljevo                                                   | Kraljevo       | 5. miejsce Međurepublička liga – Jug    |       |
| FK Timok Zaječar                                                    | Zaječar        | 5. miejsce Međurepublička liga – Istok  |       |

### Zasady przyznawania punktów
- Zwycięstwo: 2 punkty
- Remis: 1 punkt
- Porażka: 0 punktów

### Tabela
| Poz. | Klub                      | M  | Pkt. | Mecze | Mecze | Mecze | Bramki | Bramki |
| Poz. | Klub                      | M  | Pkt. | zwy.  | rem.  | por.  | zdob.  | stra.  |
| ---- | ------------------------- | -- | ---- | ----- | ----- | ----- | ------ | ------ |
| 1    | FK Jastrebac Niš          | 38 | 51   | 23    | 5     | 10    | 64     | 32     |
| 2    | FK Sloboda Užice          | 38 | 51   | 19    | 13    | 6     | 57     | 27     |
| 3    | FK Rudar Pljevlja         | 38 | 48   | 19    | 10    | 9     | 63     | 36     |
| 4    | FK Mačva Šabac            | 38 | 47   | 19    | 9     | 10    | 58     | 33     |
| 5    | FK Borac Čačak            | 38 | 47   | 20    | 7     | 11    | 62     | 32     |
| 6    | FK Mladost Lučani         | 38 | 45   | 18    | 9     | 11    | 52     | 34     |
| 7    | FK Dinamo Pančevo         | 38 | 43   | 16    | 11    | 11    | 42     | 28     |
| 8    | RFK Novi Sad              | 38 | 42   | 17    | 8     | 13    | 50     | 31     |
| 9    | FK Obilić Belgrad         | 38 | 38   | 15    | 8     | 15    | 45     | 39     |
| 10   | FK Novi Pazar             | 38 | 37   | 15    | 7     | 16    | 49     | 47     |
| 11   | FK Agrounija Inđija       | 38 | 37   | 13    | 11    | 14    | 45     | 51     |
| 12   | FK Zastava Kragujevac     | 38 | 34   | 12    | 10    | 16    | 38     | 48     |
| 13   | FK Dubočica Leskovac      | 38 | 34   | 11    | 12    | 15    | 31     | 42     |
| 14   | FK Jedinstvo Bijelo Polje | 38 | 34   | 12    | 10    | 16    | 30     | 39     |
| 15   | FK Radnički Kragujevac    | 38 | 32   | 10    | 12    | 16    | 39     | 46     |
| 16   | FK Vrbas                  | 38 | 31   | 11    | 9     | 18    | 44     | 56     |
| 17   | FK Sloga Kraljevo         | 38 | 31   | 12    | 7     | 19    | 43     | 71     |
| 18   | FK Radnički Pirot         | 38 | 30   | 13    | 4     | 21    | 36     | 67     |
| 19   | FK Bor                    | 38 | 25   | 8     | 9     | 21    | 36     | 67     |
| 20   | FK Timok Zaječar          | 38 | 23   | 8     | 7     | 23    | 33     | 79     |

| Legenda:                                           |
| awans do Prvej ligi SR Јugoslavije                 |
| baraże o awans do Prvej ligi SR Јugoslavije        |
| baraże o pozostanie w Drugiej lidze SR Јugoslavije |
| spadek do Srpskiej ligi                            |

- FK Jastrebac Niš i FK Sloboda Užice awansowały do Prvej ligi 1993/94.
- FK Rudar Pljevlja wygrał swoje mecze barażowe i awansował do Prvej ligi 1993/94.
- FK Mačva Šabac przegrała swoje mecze barażowe i pozostała w Drugiej lidze 1993/94.
- FK Jedinstvo Bijelo Polje wygrało swoje mecze barażowe i pozostało w Drugiej lidze 1993/94.
- FK Radnički Kragujevac, FK Vrbas i FK Sloga Kraljevo przegrały swoje mecze barażowe i spadły do Srpskiej ligi 1993/94.
- FK Timok Zaječar, FK Bor i FK Radnički Pirot spadły do Srpskiej ligi 1993/94.

## Baraż o grę w Prvej lidze SR Јugoslavije
- W barażu o pozostanie w / awans do Prvej ligi SR Јugoslavije występowało 4 drużyny, które grały o dwa miejsca w Prvej lidze w sezonie 1993/94: 
  - FK Spartak Subotica – 17. drużyna Prvej ligi
  - FK Priština – 18. drużyna Prvej ligi
  - FK Rudar Pljevlja – 3. drużyna Drugiej ligi
  - FK Mačva Šabac – 4. drużyna Drugiej ligi

### FK Spartak Subotica-FK Mačva Šabac
- FK Spartak Subotica wygrał mecze barażowe i pozostał w Prvej lidze.
- FK Mačva Šabac przegrała mecze barażowe i pozostała w Drugiej lidze.

### FK Priština-FK Rudar Pljevlja
- FK Priština przegrał mecze barażowe i spadł do Drugiej ligi.
- FK Rudar Pljevlja wygrał mecze barażowe i awansował do Prvej ligi.

## Baraż o grę w Drugiej lidze SR Јugoslavije
- W barażu o pozostanie w / awans do  Drugiej ligi SR Јugoslavije występowało 8 drużyn, które grały o cztery miejsca w Drugiej lidze w sezonie 1993/94: 
  - FK Jedinstvo Bijelo Polje – 14. drużyna Drugiej ligi
  - FK Radnički Kragujevac – 15. drużyna Drugiej ligi
  - FK Vrbas – 16. drużyna Drugiej ligi
  - FK Sloga Kraljevo – 17. drużyna Drugiej ligi
  - FK Jagodina – 2. drużyna Srpskiej ligi Istok
  - FK Kom Podgorica – 2. drużyna Crnogorskiej ligi
  - FK Loznica – 2. drużyna Srpskiej ligi Zapad
  - FK Mladost Bački Jarak – 2. drużyna Srpskiej ligi Sjever

- FK Jedinstvo Bijelo Polje wygrało mecze barażowe i pozostało w Drugiej lidze.
- FK Radnički Kragujevac, FK Vrbas i FK Sloga Kraljevo przegrały mecze barażowe i spadły do Srpskiej ligi.
- FK Jagodina, FK Loznica i FK Mladost Bački Jarak wygrały mecze barażowe i awansowały do Drugiej ligi.
- FK Kom Podgorica przegrał mecze barażowe i pozostał w Crnogorskiej lidze.